# Ленивци
Ленивците са бавноподвижни дървесни бозайници от групата на Непълнозъбите, разпространени в тропичните гори на Централна и Южна Америка. В съвременната класификация на Непълнозъбите (Xenarthra) ленивците се отнасят към разред Pilosa заедно с мравоядите, като се отделят в собствен подразред Folivora или Phyllophaga, и двете означаващи листояди съответно на латински и древногръцки. Съвременните ленивци се делят на две семейства: Трипръсти ленивци (Bradypodidae) и Двупръсти ленивци (Megalonychidae); общо шест вида.

## Изчезнали ленивци
До появата на човека в Новия свят през късния плеистоцен (преди около 10 000 години) в южноамериканските равнини са бродили и гигантски земни ленивци, като небезизвестният Мегатерий (Megatherium). Смята се, че именно хората са изтребили както гигантските ленивци, така и голяма част от американската мегафауна. Това масово изтребление обаче съвпада с настъпването на последния ледников период и климатичните промени вероятно до голяма степен са допринесли за изчезването на гигантските ленивци.

## Физическа характеристика
За животни, живеещи по дърветата, съвременните ленивци са сравнително едри с дължина на тялото до около 70 см. Тялото им е компактно с дълги крайници и съкратен брой пръсти (два или три), снабдени с дълги и яки сърповидно извити нокти. Опашката им представлява незабележимо чуканче дълго 6-7 см. Главата им е сравнително малка, с къса муцуна и малка уста, а малките им закръглени уши са незабележими под дългата гъста козина.
Козината на ленивеца е едно от многото чудеса на природата, наблюдавани у това странно животно. За разлика от останалите бозайници, при които козината се спуска от гърба към коремната област, при ленивците тя расте в обратната посока – от корема към гърба, тъй като тези животни прекарват по-голямата част от живота си провесени от клоните с краката нагоре. Във влажните условия на тропическите гори в козината на ленивеца се развиват и синьо-зелени водорасли — уникален пример за симбиоза между бозайник и цианобактерии. Тези водорасли осигуряват на ленивеца не само отличен камуфлаж, но и някои важни хранителни вещества, които животното изблизва, почиствайки козината си. Всъщност на пръв поглед занемарената козина на ленивеца сама по себе си представлява една малка екосистема, приютяваща и редица непаразитиращи насекоми .
Като представители на Непълнозъбите ленивците имат само 18-20 слабо диференцирани зъба без корени и емайл. Освен това вместо обичайните седем шийни прешлена, двупръстите ленивци имат само шест, а трипръстите – девет.

## Начин на живот и хранене
Въпреки флегматичното си поведение ленивците всъщност преуспяват в тропичните гори на Южна и Централна Америка. Те са отлично приспособени за дървесен начин на живот и хранене с растителна храна. Бавната им подвижност е просто икономия на енергия, тъй като растителната им диета е бедна на хранителни вещества. Хранят се предимно с листа, пъпки и филизи, главно на цекропии (Cecropia), каквито повечето останали горски обитатели не ядат. Понякога може да сдъвчат и някое насекомо, малък гущер, не подминават и мърша. Имат голям, специализиран, бавно храносмилащ, многоделен стомах, в който специални бактерии разграждат твърдата растителност. Почти две трети от теглото на добре охранен ленивец се падат на съдържанието на стомаха му, като храносмилателният процес на това съдържание може да отнеме повече от месец. Всъщност метаболизмът на ленивците е повече от два пъти по-бавен, отколкото се очаква за бозайници с такива размери. Тази икономична ниска активност се изразява също и в поддържането на ниска и непостоянна телесна температура: 30-34 °C, когато животното е активно, и още по-ниска, когато почива.
Ленивците прекарват по-голямата част от живота си висейки неподвижно по клоните на дърветата, придвижвайки се само при необходимост, но дори и тогава са изключително бавни; мускулната им маса е твърде малка и слаба за животни с такова тегло. Максимумът на техните възможности, когато се почувстват застрашени, е да се придвижват с 4,5 метра в минута, но това им коства твърде голям разход на енергия. Затова и ленивците често предпочитат самоотбраната; техните дълги извити нокти не са за подценяване. Преди всичко обаче, ленивците могат да разчитат на отличния си камуфлаж и бавната им подвижност ги прави изключително трудно забележими. В Коста Рика например е установено, че повечето смъртни случаи при ленивците са вследствие на контакт с електрически стълбове или бракониери. Заслужава да се отбележи и фактът, че захватът на ленивците с нокти за клоните е толкова ефективен, че дори след като бъдат застреляни, те не падат на земята и понякога ловците проявяват благоразумието да не ги закачат. Естествените врагове на ленивците, ягуари и орлите харпии, не представляват сериозна заплаха за оцеляването им като вид.
Ленивците слизат на земята много рядко, за да се преместят на друго дърво или веднъж седмично за да уринират и да се изходят, като обикновено използват едно и също място за целта. Този навик е свързан със симбиозата на ленивеца и водораслите. Когато слязат от дървото, молците снасят яйца на мястото за дефекация, а възрастните молци търсят отново ленивци. Когато умрат, гъбите в козината на ленивеца ги разлагат и отдават амоний и други минерали, с които се захранват водораслите, които служат за храна на ленивците. На земята ленивецът е безпомощен и изключително уязвим, но за сметка на това е отличен плувец.
До неотдавна се смяташе, че ленивците прекарват по-голямата част от живота си в сън: 15-18 часа на ден. Обаче се установи, че в природата ленивците спят по-малко, около 10 часа в денонощието.

## Размножаване
Женските ленивци обикновено отглеждат по едно малко годишно, но поради бавната им подвижност намирането на партньор може да отнеме повече време. Единственото малко на ленивеца се вкопчва в корема на майка си и единствената му грижа е да не се изпуска. Понякога обаче се случва именно това, но ленивците макар да изглеждат слаби, всъщност имат много здрава структура и падането им рядко е фатално. Фатално в такива случаи може да се окаже нежеланието на майката да напусне сигурността на дърветата, за да прибере малкото си от земята.

## Класификация
В по-старата литература съвременните ленивци се обединяват в семейство Ленивци (Bradypodidae), но въпреки външната си прилика и сходен начин на живот, трипръстите и двупръстите ленивци са достатъчно различни за да се делят на две отделни семейства, като пример за паралелно еволюционно развитие. Обикновено едни и същи гори биват обитавани от по един представител на двете семейства, като трипръстите ленивци се отличават с по един пръст повече на предните лапи, по-дребни са и по-бавноподвижни от двупръстите.
- надразред Xenarthra – Непълнозъби
  - разред Pilosa
    - подразред Folivora (Phyllophaga) – Ленивци
      - семейство Bradypodidae – Трипръсти ленивци
        - род Bradypus
          - Bradypus tridactylus – Трипръст ленивец, светлогърл трипръст ленивец
          - Bradypus variegatus – Кафявогърл трипръст ленивец
          - Bradypus torquatus – Гривест трипръст ленивец
          - Bradypus pygmaeus (Anderson & Handley 2001) – Трипръст ленивец джудже

      - семейство Megalonychidae – Двупръсти ленивци
        - род Choloepus
          - Choloepus didactylus – Двупръст ленивец, двупръст ленивец на Линей
          - Choloepus hoffmanni – Двупръст ленивец на Хофман